# Celendín
Celendín es una ciudad peruana, capital del distrito y de la provincia homónimos, ubicada en el departamento de Cajamarca. La ciudad fue fundada en 1796 a iniciativa del obispo de Trujillo, Baltasar Martínez Compañón, por colonos españoles (gallegos) y portugueses de origen judío quienes la situaron en el lado centrooccidental del valle del río Grande, sobre una planicie de especiales condiciones. Posteriormente fue oficializada su creación mediante una real cédula de 1802. Su diseño se caracteriza por el trazo de calles amplias y rectas con manzanas ajedrezadas, al estilo colonial español.

## Historia
La historia de Celendín inicia en la época Colonial, fue fundada como "Villa de la Bella Amalia de Zelendín", mediante Real Cédula firmada por el rey Carlos IV de España en la ciudad de Elche, en honor a la reina María Amalia de Sajonia en 1802. Luego de la conquista, la corona española repartió tierras incluyendo a sus pobladores, así llegaron a Celendín muchas familias españolas, luego en el siglo XVIII llegaron colonos portugueses y judíos conversos  que primeramente arribaron al norte de Brasil y después por misteriosas razones a la hacienda de Celendín en calidad de arrendatarios. Unidos los esfuerzos estos primeros habitantes lograron juntar alrededor de 14010 pesos, para luego comprar la hacienda la Pura y Limpia Concepción de Celendín. Hecho este acontecimiento el pueblo eligió a sus primeras autoridades, por votación se eligió al teniente coronel de Dragones del Ejército Portugués Raymundo da Pereyra como alcalde de primer voto, y el capitán Juan de Burga fue elegido alcalde de segundo voto; fueron elegidos regidores los tenientes de apellidos: Pereyra, Segarra, Texada, Frontón, Dias y Araujo. En el transcurso de la década de finales siglo XVIII y principios del XIX llegaron a Celendín familias de origen vasco, y en el paso del tiempo emigraron también algunas familias de origen italiano (algunos cambiaron de apellidos) y posteriormente en tiempos más actuales personas procedentes de distintos lugares de la región.
También por la forma como surgió y fue fundada como Villa, así como por su arquitectura, que la hicieron una de las mejores muestras, en el medio peruano, de la organización española del espacio urbano en el siglo XVIII.
La Ciudad de Celendín tiene una población aproximada de 30 000 habitantes. Es la sede de la Asociación de Municipalidades del Marañón Andino.

## Clima
El clima de la ciudad oscila entre el cálido y el frío templado, con precipitaciones pluviales entre los meses de octubre y mayo. Templado de noviembre a abril y templado frío de mayo a septiembre. Temperatura media anual 15 °C.
| Parámetros climáticos promedio de Celendín | Parámetros climáticos promedio de Celendín | Parámetros climáticos promedio de Celendín | Parámetros climáticos promedio de Celendín | Parámetros climáticos promedio de Celendín | Parámetros climáticos promedio de Celendín | Parámetros climáticos promedio de Celendín | Parámetros climáticos promedio de Celendín | Parámetros climáticos promedio de Celendín | Parámetros climáticos promedio de Celendín | Parámetros climáticos promedio de Celendín | Parámetros climáticos promedio de Celendín | Parámetros climáticos promedio de Celendín | Parámetros climáticos promedio de Celendín |
| Mes                                        | Ene.                                       | Feb.                                       | Mar.                                       | Abr.                                       | May.                                       | Jun.                                       | Jul.                                       | Ago.                                       | Sep.                                       | Oct.                                       | Nov.                                       | Dic.                                       | Anual                                      |
| ------------------------------------------ | ------------------------------------------ | ------------------------------------------ | ------------------------------------------ | ------------------------------------------ | ------------------------------------------ | ------------------------------------------ | ------------------------------------------ | ------------------------------------------ | ------------------------------------------ | ------------------------------------------ | ------------------------------------------ | ------------------------------------------ | ------------------------------------------ |
| Temp. máx. media (°C)                      | 21.2                                       | 20.6                                       | 20.4                                       | 20.6                                       | 21.3                                       | 21.3                                       | 21.3                                       | 21.3                                       | 21.3                                       | 21.4                                       | 21.8                                       | 21.7                                       | 21.2                                       |
| Temp. media (°C)                           | 14.8                                       | 14.3                                       | 14.2                                       | 14.2                                       | 13.9                                       | 13.1                                       | 13.1                                       | 13.3                                       | 13.8                                       | 14.5                                       | 14.5                                       | 14.5                                       | 14                                         |
| Temp. mín. media (°C)                      | 8.5                                        | 8.1                                        | 8.1                                        | 7.9                                        | 6.5                                        | 4.9                                        | 4.9                                        | 5.3                                        | 6.4                                        | 7.7                                        | 7.2                                        | 7.3                                        | 6.9                                        |
| Fuente: climate-data.org                   |                                            |                                            |                                            |                                            |                                            |                                            |                                            |                                            |                                            |                                            |                                            |                                            |                                            |

## Celendinos destacados

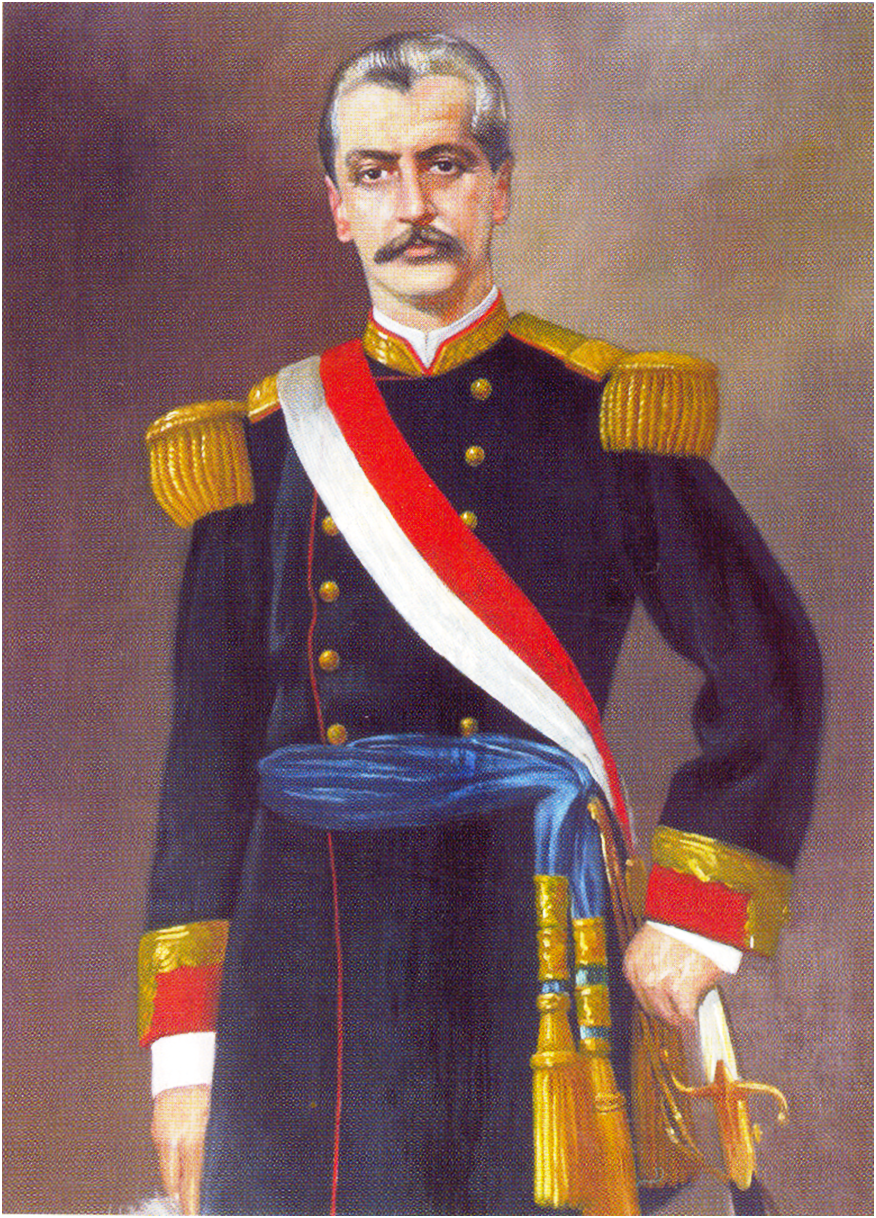
Miguel Iglesias, presidente del Perú durante la Guerra contra Chile.

- Presidente de la República del Perú: Miguel Iglesias Pino de Arce.
- En el campo de la cultura destacan los narradores Alfonso Peláez Bazán, primer Premio Nacional de Narrativa en el Perú; ; Alfredo Pita, Premio Internacional de Novela Las dos orillas, en España, en 1999; José de Piérola, Premio Internacional de Cuento Max Aub, en España, en 1999; Jorge Díaz Herrera, autor de cuentos y novelas; el poeta Julio Garrido Malaver; el dramaturgo Grégor Díaz; el escritor y periodista Manuel Pereira Chávez, "Perseo"; los pintores Alfredo Rocha Zegarra y Jorge Chávez Silva; el etnólogo José Marín González, profesor universitario en Suiza y especialista en culturas amazónicas; y el periodista cultural Julio Villanueva Chang, creador de la revista Etiqueta Negra; el músico Miguel Ángel Silva Rubio "Indio Mayta", icono de la cultura popular y difusor del folklore cajamarquino. El pintor y artista plástico Miguel Ángel Díaz Dávila, que dejó sus valiosas piezas artísticas a lo largo del país, como son, el paseo de las musas, en la ciudad de Chiclayo; el frontis de la UNT en Trujillo y en la Universidad de Cajamarca.
- En política,Manuel Pita Díaz, abogado y revolucionario que participó intensamente en las luchas sociales de los años 50 y 60; y Nazario Chávez Aliaga, escritor y secretario de la presidencia de la República bajo Manuel Prado Ugarteche. También destaca Miguel Iglesias Pino de Arce, expresidente de la república del Perú.
- En medicina, el doctor Horacio Cachay Díaz, pionero de la radiología en el Perú, maestro de medicina y director del Hospital del Niño de Lima; el doctor Pedro Ortiz Cabanillas, eminente neurólogo, reconocido internacionalmente, con importantes contribuciones en su especialidad, quien fue decano nacional del Colegio Médico; el doctor Manuel Hermilio Acosta Chávez, doctor en medicina, prestigioso gineco-obstetra, director de la maternidad de Lima, profesor principal de la Universidad Nacional Mayor de San Marcos por 40 años, el doctorHumberto Cachay Velásquez, distinguido cirujano plástico establecido en Argentina, reconocido internacionalmente y con una producción innovadora en su especialidad; el doctor Homero Silva Díaz, maestro de medicina, destacado nefrólogo y rector de la Universidad Peruana "Cayetano Heredia" y el doctor César Merino Machuca, pionero de la hematología en el Perú, reconocido internacionalmente por sus meritorios aportes a la investigación médica.
- En el campo de las ciencias puras, el doctor en física Enrique Solano, investigador en electrónica cuántica en el Instituto Max Planck de Alemania, y el doctor en física Santiago Pita Jaramillo, especialista en partículas y en rayos gamma procedentes del espacio en el Centro Nacional de Investigación Científica (CNRS) de Francia.
- En el ámbito militar, el coronel Juan Basilio Cortegana, vencedor en Junín y Ayacucho, prócer de la Independencia del Perú y, más tarde, diputado y gran historiador; el general José del Carmen Marín, estratega de la batalla de Zarumilla y fundador del Centro de Altos Estudios Militares (CAEM) del Perú; General Marcial Merino Pereyra, General GC Romulo Merino Arana y el general Dionisio Merino Collantes, uno de los mejores especialistas del arma de artillería del Ejército Peruano.
- En las diferentes ramas de la ingeniería, Rosendo Chávez Díaz, célebre por sus estudios hidráulicos en casi todos los proyectos de irrigación del país, incluidos Chavimochic; Javier Díaz Chávez, pionero e innovador en el desarrollo y explotación de minas a tajo abierto; Horacio Díaz Chávez, creador de la tecnología para el aprovechamiento industrial del bagazo de la caña de azúcar; y Felipe Villanueva, especialista en circuitos electrónicos que ha trabajado para la NASA.
- En el campo comercial, los pioneros Augusto G. Gil Velásquez, Rafael Cachay, Sixto Quevedo y Felipe Villanueva, que vincularon a Celendín con el país y con el mundo en los días de la "fiebre del caucho", en las primeras décadas del siglo XX. Francisco de Sales Chávez Pereyra, empresario celendino que desarrolló la industria de bebidas gaseosas con la franquicia internacional alemana "Sinalco[3]".
- En la Educación, grandes maestras y maestros como Gregorio Sánchez Araujo, Hermila Torres Oblitas, Victoria Díaz Mori, David Sánchez Infante, José Aladino Escalante, Arístides Merino Merino, José Pelayo Montoya, Próspero Díaz, Zulema Cachay, Marcelino Díaz Zamora, Baldomero Villanueva, Pedro Ortiz Montoya, Telmo Horna Díaz, Marcial Castañeda, Odilia Villanueva de Tirado, José Bazán Silva, Dora Díaz González y otros connotados Amautas que en el pasado forjaron generación tras generación de celendinos con conciencia cívica y buen nivel cultural.